# Foynøya
La isla de Foynøya es una isla del archipiélago Svalbard localizada frente a la costa de la isla de Nordaustlandet. Administrativamente, la isla depende de Svalbard, un archipiélago al norte del país europeo de Noruega. Algunas fuentes estiman su tamaño en alrededor de 1,5 km², o aproximadamente 2 km². La isla debe su nombre al cazador de ballenas Svend Foyn. Anteriormente, la isla fue conocida como Walrus Eyland, isla de Föyen e isla de Foyn.
La isla es parte de la Reserva Natural de Nordaust-Svalbard.

## Historia

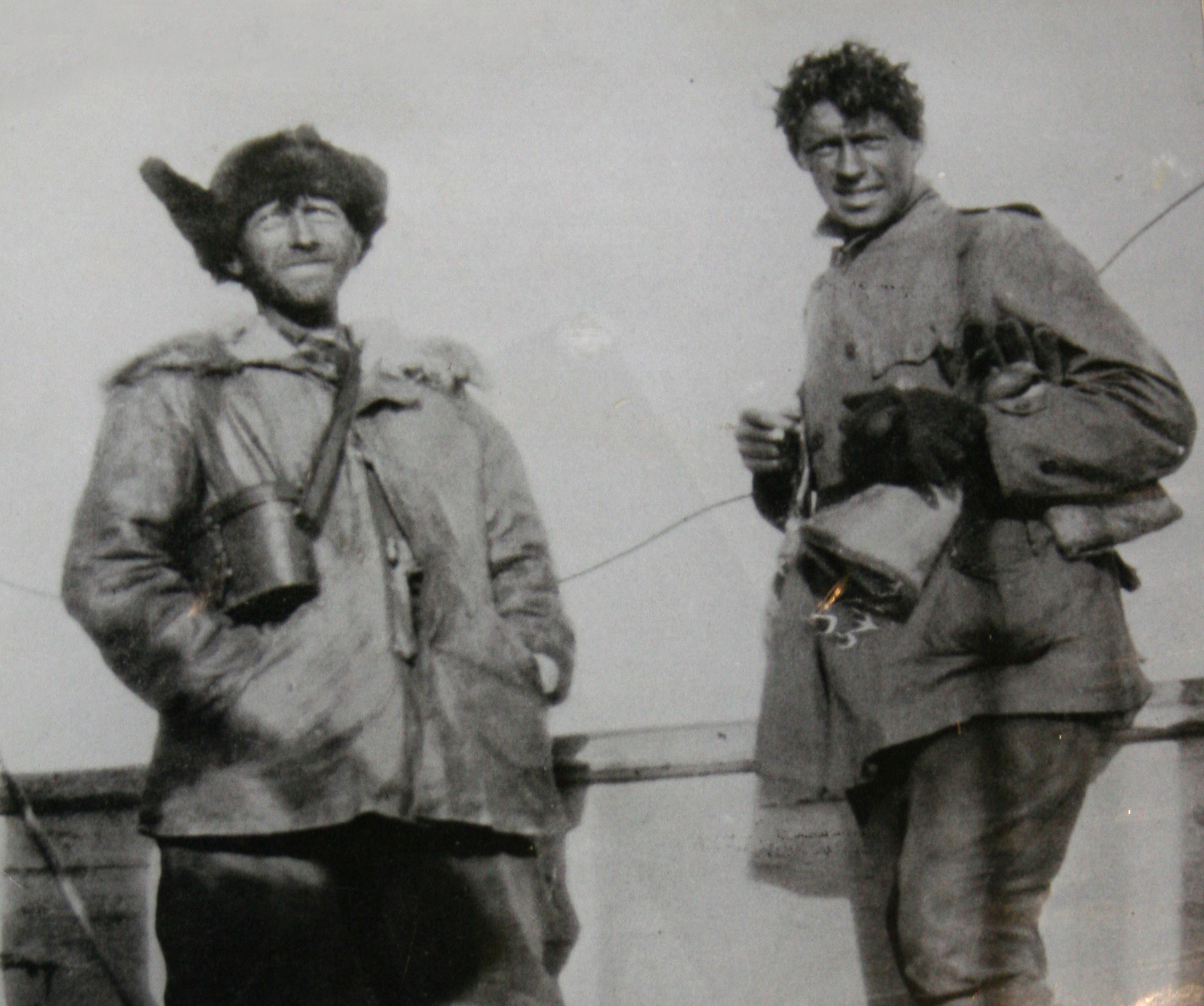
Gennaro Sora y Sjef van Dongen

La isla fue por vez primera avistada de forma confirmada por la Expedición a Svalbard de 1871 de Benjamin Leigh Smith, que navegaba en el Sampson.
En mayo de 1928, el dirigible Italia se estrelló cuando regresaba del polo norte. Umberto Nobile y ocho de sus compañeros se quedaron en el hielo a la deriva. Cuando fueron descubiertos desde un avión el 20 de junio, estaban a pocos kilómetros al noreste de Foynøya.Dos participantes en una expedición de rescate, el capitán italiano Gennaro Sora (1892-1949) y su conductor de trineo tirado por perros neerlandés Sjef van Dongen (1906-1973), quedaron varados en la isla en julio de 1928. Habían partido el 18 de junio desde el cabo norte de Chermsideøya y avanzaron a través de Scorsbyøya, cabo Platen y cabo Bruun  hasta Foynøya, donde habían llegado el 4 de julio. Aquí se quedaron sin provisiones y comida para los perros, por lo que ellos mismos estaban en una situación comprometida. En la mañana del 12 de julio de 1928, fueron descubiertos por el rompehielos soviético Krasin y recogidos por dos hidroaviones suecos por la noche.  La operación de rescate internacional se discutió más tarde en la obra de radio SOS … rao rao … Foyn , cuyo título también incluye el nombre de la isla de Foynøya.